# قارچ‌های تاژکی
قارچ‌های تاژکی (نام علمی: Neocallimastigomycota) نام یک شاخه از فرمانرو قارچ است.